# Hřib modračka
Hřib modračka (Cyanoboletus pulverulentus (Opat.) Gelardi, Vizzini et Simonini 2014), také známý jako hřib lipový je nepříliš hojná nejedlá houba z čeledi hřibovitých. Dříve byla řazena do sekce Subpruinosi rodu Boletus.

## Synonyma
- Boletus cyaneitinctus (Murrill) Coker & Beers 1943[3]
- Boletus hortensis Smotl.[4] 1912
- Boletus mutabilis Morgan
- Boletus nigricans Herrm.[4][5] 1920
- Boletus pulverulentus Opat.[2] 1836[3]
- Boletus rickenii Gramb.[4][5]
- Ceriomyces cyaneitinctus Murrill 1843
- Tubiporus pulverulentus (Opat.) Imai 1968[3]
- Uloporus mougeotii Quél.[5] 1886
- Xerocomus pulverulentus (Opat.) E.-J. Gilbert[6] 1931[3]

česká jména
- hřib lipový[4]
- hřib sadní[4]
- hřib zahradní[7]
- modrák lipový[4]
- modrák sadní[4]
- suchohřib modračka[5]

lidové a krajové názvy
- podlipáček[7]

## Vzhled

### Makroskopický

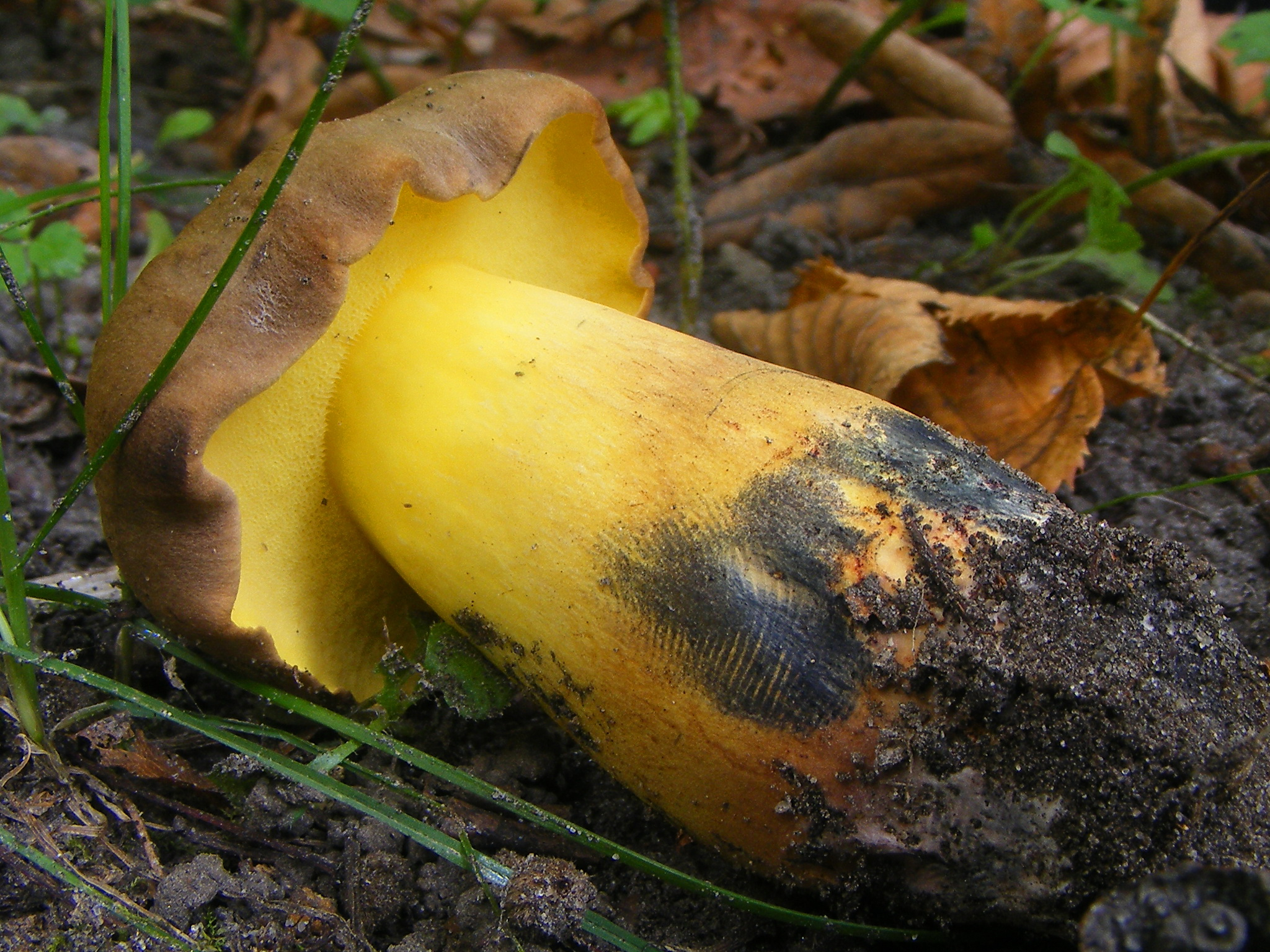
Hřib modračka

Má 40–80 mm široký klobouk, jenž bývá zpočátku polokulovitý, později vyklenutý a dužnatý, ve stáří téměř plochý. U dospělých jedinců je světle či tmavě hnědý, případně olivově hnědý, může být i jemně plstnatý. Za vlhka je mírně lepkavý.
Rourky a póry jsou žluté, na třeni žebernatě protažené.
Třeň bývá 30–110 mm dlouhý a 20–30 mm široký, zpočátku tlustý, postupně se ztenčuje do špičky, jemně šupinkatý, ovšem bez síťky. Barva třeně je žlutá až krémově žlutá, na bázi červenohnědá.
Dužnina je na řezu žlutá, ale intenzivně se zbarvuje do tmavomodra, později dochází k odbarvení. Vůně i chuť je mírně nakyslá.

### Mikroskopický
Výtrusy dosahují 11–15 × 4–6 μm, jsou hladké, široce vřetenovité, z bočního pohledu je patrná suprahilární deprese. Výtrusný prach je olivový.

## Výskyt
Hřib modračka se vyskytuje vzácně, roztroušeně od nižších poloh do podhorských oblastí, preferuje nevápnité půdy. Roste v listnatých, smíšených i jehličnatých lesích, objevuje se i mimo les, u lidských sídel, například v parcích, alejích a zahradách, také na návsích. Obvykle roste pod lipami, duby, buky a smrky. Plodnice se objevují od konce května do října.

## Rozšíření
Roste v Evropě (Anglie, Belgie, Česká republika, Dánsko, Francie, Chorvatsko, Irsko, Itálie, Lucembursko, Maďarsko, Německo, Nizozemí, Norsko, Polsko, Portugalsko, Rakousko, Slovinsko, Španělsko, Švédsko), v Severní Americe (Kanada, USA), Austrálii i v Asii (Japonsko)
V rámci chráněných území České republiky byl hřib modračka popsán mimo jiné v následujících lokalitách:
- PR Fabián[11]
- NPR Kaňkovy hory a NPR Lichnice[11]
- NPR Libický luh[11]
- Suchá Dora[12] (okres Nový Jičín)

## Formy a variety

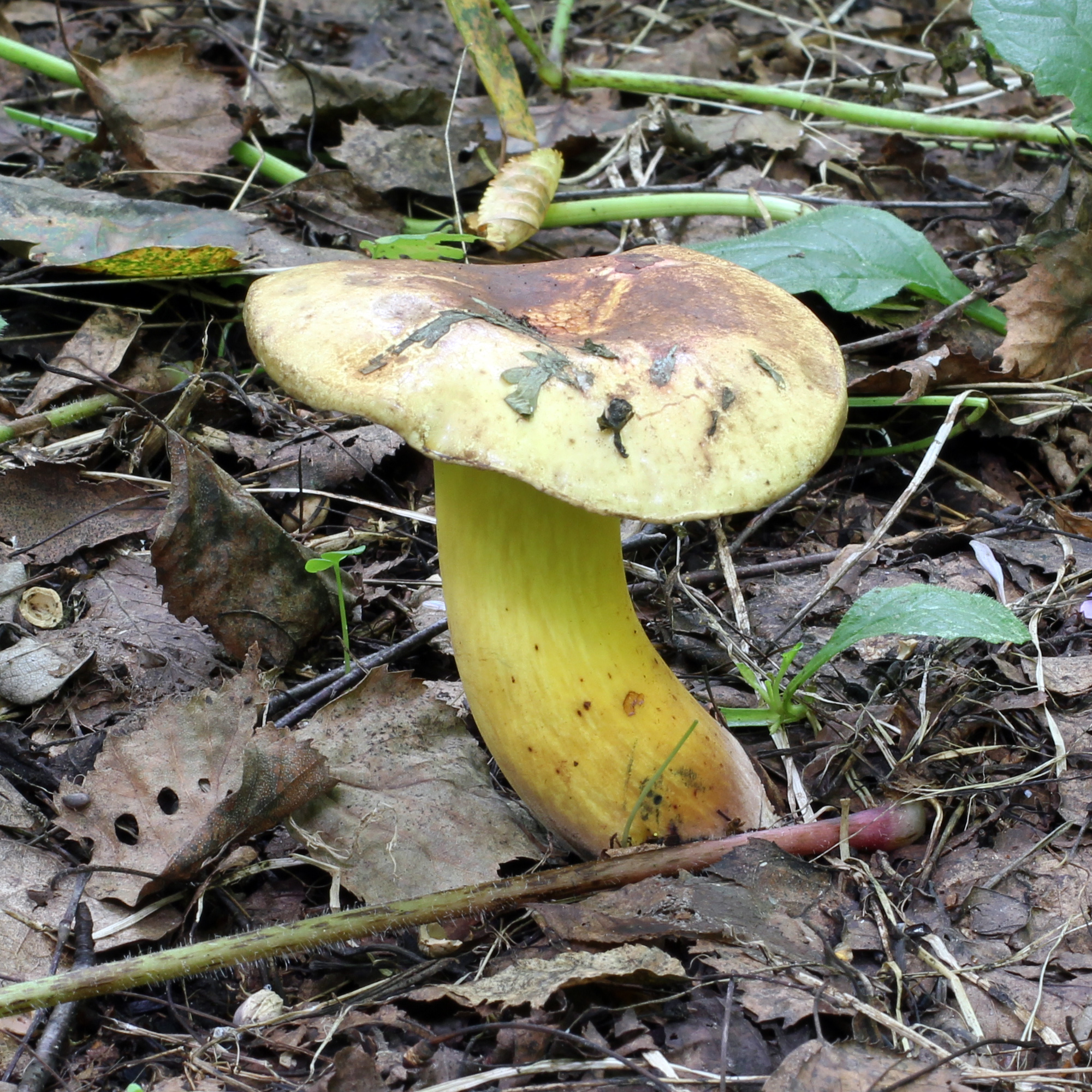
Hřib modračka citronový

Roku 2001 byl zveřejněn popis variety Boletus pulverulentus var. sublateritius Guinberteau, Lannoy et Estades ad int., která se vyznačuje červeně zbarveným kloboukem.
Smotlacha popsal formy:
- Boletus hortensis f. citrinus Smotl. 1952
- Boletus hortensis f. euhortensis Smotl. 1952
- Boletus hortensis f. lilacinus Smotl. 1952
- Boletus hortensis f. hortensis Smotl. 1912

### Hřib modračka citronový
Boletus citrinus Smotl. syn. Boletus hortensis f. citrinus Smotl. 1952. Hřib modrák citronový popsal Smotlacha jako formu, která se vyskytuje při silném zastínění. Vyznačuje se převládajícím žlutým zbarvením celé plodnice.

### Hřib modračka lilákový
- Boletus lilacinus Smotl.[4] syn. Boletus hortensis f. lilacinus Smotl. 1952. Hřib modrák lilákový je podle Smotlachy růžově zbarvená forma, která roste především na slunci.[4]

## Záměna
- hřib žlutokrvavý (Cyanoboletus flavosanguineus) – na území České republiky zatím nebyl nalezen, popsán byl v Itálii[2]
- suchohřiby (Xerocomus) – chybí intenzivní modrání celého povrchu včetně dužiny[2][13]

Vzhledem ke kombinaci světlého vybarvení, menších plodnic a intenzivního modrání jde o snadno poznatelný druh.

## Obsahové látky
Hřib modračka přirozenou cestou akumuluje v plodnicích arsen i v čistém prostředí, a to s koncentrací až 1300 mg/kg sušiny. Dominantní formou arsenu je v plodnicích kyselina dimethylarsinová, která má karcinogenní účinky. Při výzkumu publikovaném v roce 2018 pocházely všechny houby z míst s normální koncentrací arsenu v půdě. (Zkoumány byly vzorky z České republiky, Francie, Portugalska a USA.) Proto by hřib modračka neměl být doporučován jako jedlá houba a jeho konzumace by měla být omezena.